# کیوان آندریه ساموئلز
کیوان آندریه ساموئلز (انگلیسی: The 6th Letter؛ زادهٔ ۱۳ اوت ۱۹۹۲) موسیقی‌دان اهل کانادا است. وی از سال ۲۰۱۰ میلادی تاکنون مشغول فعالیت بوده‌است.